# Briefgeheim (juridisch)

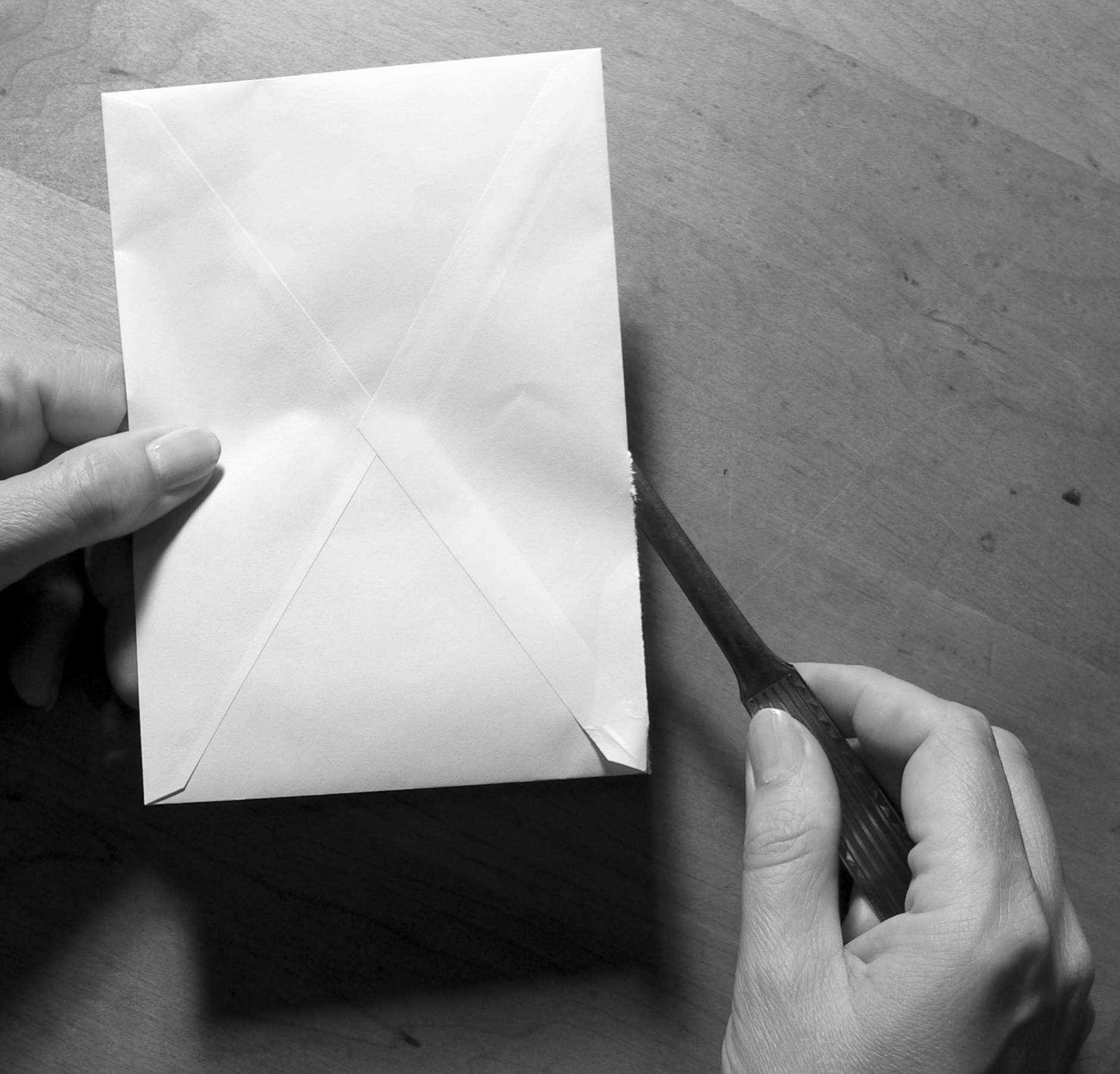
Wie post opent voordat deze op de plaats van bestemming is, maakt inbreuk op het briefgeheim

Het briefgeheim is een wettelijk vastgestelde bescherming van poststukken tijdens het transport naar de geadresseerde.

## Uitleg
Het briefgeheim bestaat in meerdere landen.
Een uitzondering wordt gemaakt voor opsporingsdoeleinden: op last van de rechter kan het Openbaar Ministerie de bevoegdheid krijgen een bepaald poststuk te openen.
Ook hebben de curator in een faillissement en de bewindvoerder in een surseance van betaling en of schuldsanering de bevoegdheid om brieven van de failliet/surciet/saniet als eerste in te zien, om te onderzoeken of deze niet tegen de regels in nog meer schulden maakt of geld ontvangt dat bedoeld is voor afbetaling aan schuldeisers. Ook deze maatregel, postblokkade geheten, wordt ingesteld op last van de rechter.

## Nederland
Uit de Grondwet voor het Koninkrijk der Nederlanden:
1. Grondrechten 
Artikel 13 
- lid 1. Ieder heeft recht op eerbiediging van zijn brief- en telecommunicatiegeheim.
- lid 2. Beperking van dit recht is mogelijk in de gevallen bij de wet bepaald met machtiging van de rechter of, in het belang van de nationale veiligheid, door of met machtiging van hen die daartoe bij de wet zijn aangewezen.

Er bestaat geen uitdrukkelijke grondwettelijke bescherming voor e-mail, maar volgens sommige juristen en de nationale ombudsman gelden voor e-mails dezelfde grondwettelijke beschermingen als voor brieven op papier.   Het is strafbaar voor bijvoorbeeld internetproviders om zonder gegronde reden mee te lezen in de e-mailcorrespondentie van een klant op grond van artikel 273d van het Nederlands Wetboek van Strafrecht. Voor een internetprovider kan er een technische noodzaak zijn om e-mail in te zien, bijvoorbeeld om te achterhalen waarom een mailbox plots volloopt waardoor het mailsysteem problemen ondervindt. De officier van justitie mag inzage vorderen in een mailbox als er sprake is van een redelijke verdenking ter zake een misdrijf.
Blijkens een uitspraak uit 2018 is voor onderzoek op een inbeslaggenomen smartphone naar berichten die zullen binnenkomen op de app Telegram een beslissing van de rechter-commissaris vereist omdat deze berichten volgens aan analoge wetsinterpretatie kunnen worden beschouwd als ongeopende per post te bezorgen brieven.
Hiernaast kent de Algemene Douane wet in art.1:36 controlebevoegdheden toe aan de Douane op het moment dat er goederen worden vermoed/bevinden. Voor het openen is een bevel van een RC nodig. Hiernaast is de vraag legitiem of er nog wel sprake is van een brief of dat bij de aanwezigheid van goederen/voorwerpen in een enveloppe gesproken kan worden over een pakket. Overigens kan ook in een pakket een geschreven/getikt geschrift worden aangetroffen, niet in een enveloppe maar wel met persoonlijke berichten van de ene aan een andere persoon.

### Geschiedenis
De Grondwetten van 1814, 1815 en 1840 bevatten geen bepaling over het briefgeheim. Thorbecke diende samen met andere Kamerleden een wetsvoorstel tot herziening van de Grondwet in met een bepaling die luidde: ‘Het geheim der aan de post of andere openbare instelling van vervoer toevertrouwde brieven is onschendbaar, ten zij in de gevallen bij de wet omschreven.’ Deze formulering was analoog aan de bepaling over het huisrecht: ‘Het openen of doen openen van iemands brieven tegen zijnen wil, is geen mindere, ja gevaarlijker aanranding der bijzondere vrijheid, dan wanneer verklikkers in zijn huis worden gezonden, om zijne vertrouwelijke gesprekken af te luisteren, zoodat het, naar het voorbeeld van andere Staten, evenzeer te pas komt, den wetgever te verpligten, dat hij het geheim der brieven, als dat hij de woning van den ingezeten doe eerbiedigen.' Dat voorstel werd afgewezen, omdat de meerderheid van de Kamer de mening was toegedaan dat het de taak van de koning was, en niet het parlement, een Grondwetswijziging te initiëren.
Toen koning Willem II dat vervolgens alsnog deed, volgde opname van het briefgeheim in de Grondwet. In maart 1848 werd een commissie benoemd om een voorstel te doen voor een algehele grondwetsherziening, en op 3 november 1848 trad de bedoelde nieuwe Grondwet in werking. 
Sindsdien werden diverse vergeefse voorstellen gedaan tot aanpassing van de betreffende bepaling: de grondwetswijziging van 1887, het ontwerp uit 1912 van een staatscommissie onder leiding van premier Heemskerk, de Proeve van een nieuwe Grondwet uit 1966, het Tweede Rapport van de Staatscommissie-Cals/Donner uit 1969 en het later ingetrokken wetsvoorstel tot herziening van de Grondwet uit 1971.  
In 1983 werd het briefgeheim uitgebreid met een telefoon- en telegraafgeheim. Dit gebeurde pas ruim 130 jaar na de introductie van de telegraaf en ruim honderd jaar na de introductie van de telefoon in Nederland.
Door technologisch vooruitgang en ontwikkelingen op het gebied van communicatie, met name smartphoneverkeer en e-mail, is artikel 13 in 2022 gemoderniseerd. De huidige versie bevat naast het briefgeheim ook alle vormen van telecommunicatiemiddelen.

## België
Uit de grondwet van België:
Titel II, De Belgen en hun rechten
Artikel 29
- Het briefgeheim is onschendbaar.

De wet bepaalt welke agenten verantwoordelijk zijn voor de schending van het geheim der aan de post toevertrouwde brieven.

## Suriname
Uit de grondwet van de Republiek Suriname:
Hoofdstuk V, Grondrechten, sectie Persoonlijke rechten en vrijheden
Artikel 17
- lid 3. Het brief-, telefoon- en telegraafgeheim is onschendbaar, behalve in gevallen bij wet bepaald.

## Aruba
Uit de Staatsregeling van Aruba:
Hoofdstuk I Grondrechten
Artikel I.18
- lid 1. Het briefgeheim is onschendbaar behalve, in de gevallen bij landsverordening bepaald, door of met machtiging van de rechter.